# Telegeusis schwarzi
Telegeusis schwarzi är en skalbaggsart som beskrevs av Barber 1952. Telegeusis schwarzi ingår i släktet Telegeusis och familjen Telegeusidae. Inga underarter finns listade i Catalogue of Life.